# N132 (België)
De N132 is een gewestweg in de Belgische provincie Antwerpen en verbindt de N140 in Gierle met de N119 in Weelde-Station. De totale lengte van de N132 bedraagt ongeveer 18 kilometer.
Vanuit Gierle loopt de weg zonder nummer nog door tot aan de N123 in Lichtaart en vanuit Weelde-Station loopt de weg eveneens zonder nummer nog door tot aan de N12 in Weelde.

## Plaatsen langs de N132
- Gierle
- Beerse
- Merksplas
- Weelde-Station